# Casa Maria Montserrat
La Casa Maria Montserrat és una obra de Tarragona protegida com a Bé Cultural d'Interès Local.

## Descripció
Edifici d'habitatges entre mitgeres amb planta baixa, entreplanta i tres pisos construït al 1851 per Maria Montserrat sota la direcció de l'arquitecte Francesc Barba i Masip. Ocupa una parcel·la que permet col·locar tres, obertures per pis a la façana. Es busca establir una ordenació jeràrquica a l'edifici pel tipus de decoració i volada dels balcons. Les façanes són simètriques i tota la decoració és concentra en el tipus d'arrebossat amb elements geomètrics ubicats als murs cecs a banda i banda de les balconades. Els balcons amb marc i llosana de pedra, amb balustres de ferro colat són un element de prestigi a la nostra ciutat (Casa Canals).
Horitzontalment s'ha dividit per franges d'impostes a l'altura dels forjats els baixos i l'entresòl, el principal i el segon i per acabar el quart pis.
El tractament del ferro colat és molt acurat. L'acabament de l'edifici ve també donat per una cornisa sense gaire decoració. Als baixos tres arcs escarsers amb pedra escairada.
Tot l'interès de la construcció rau en la decoració historicista, en la disposició acadèmica dels balcons, en l'arrebossat de la façana, en el treball del ferro, en els elements decoratius i en la disposició harmònica amb la resta d'alçats.